# 中国における菓子の一覧

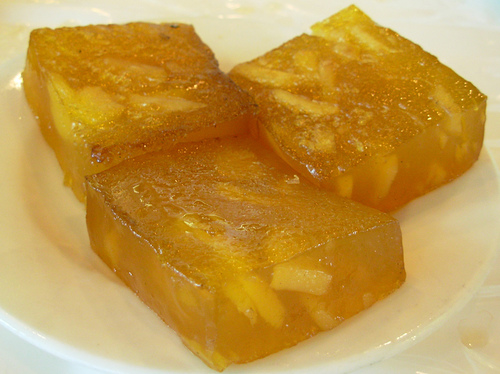
糕の一種である馬蹄糕。

本項では、中国における菓子 (中式甜點) について解説する。
これらの菓子はお茶請けとして楽しんだり、料理の途中や最後に食べることもある。
これらの菓子には、米粉やもち米、餡子、寒天など、他の東アジアと同様の料理法が使われている。
長い歴史に加え、中国においては多数の文化が花開いたため、デザートの幅も広い。

## 種類
これらの菓子を大まかに分けると以下の通りとなる。

### 餅

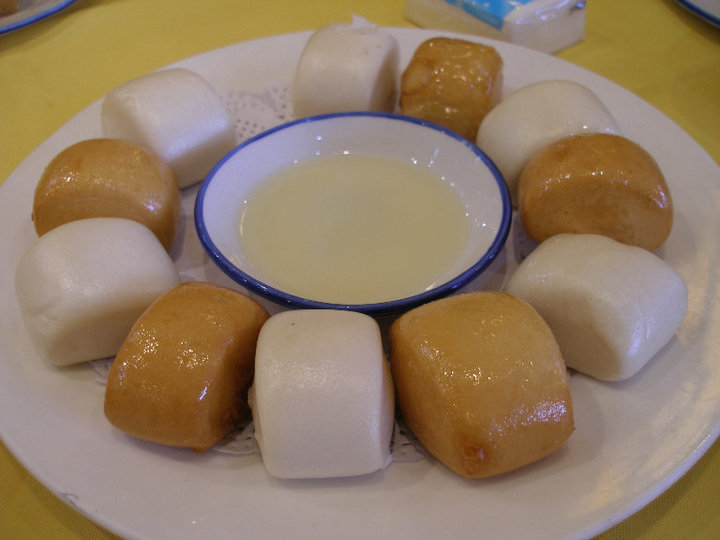
揚げ饅頭 (まんとう)と蒸し饅頭。

餅（ビン） とは、小麦粉を原料とする菓子を意味する。ヨーロッパの料理におけるショート・ペイストリーの皮に近い。また、似たものとして酥があり、こちらはフレーク状のパフ用ペイストリーに近い。
餅の原材料としてラードが使われる。
主なものとして、月餅などがある。

### 糖
キャンディ等甘いものは糖（タン）と呼ばれ、砂糖や麦芽糖、蜂蜜などを主な原料とする 。

主なものとして、龍のひげ飴や大白兔奶糖がある。

### 糕（Gao）
糕や粿は、もち米やうるち米を蒸した菓子である。

主なものとして、年糕や、倫教糕、湯円などがある。

### 氷菓子
バオビン () は日本のかき氷に相当する菓子である。また、アイスクリームも中国で親しまれている。

### ゼリー類
中国におけるゼリー類はまたは、と呼ばれている。

主なものとしては仙草ゼリーなどがある。

### 湯(タン)
中国においてデザートとして出されるスープ類またはカスタードは、湯(タン、)や糊(フー、)と呼ばれている。よく知られているものとしては、糖水や豆花がある。

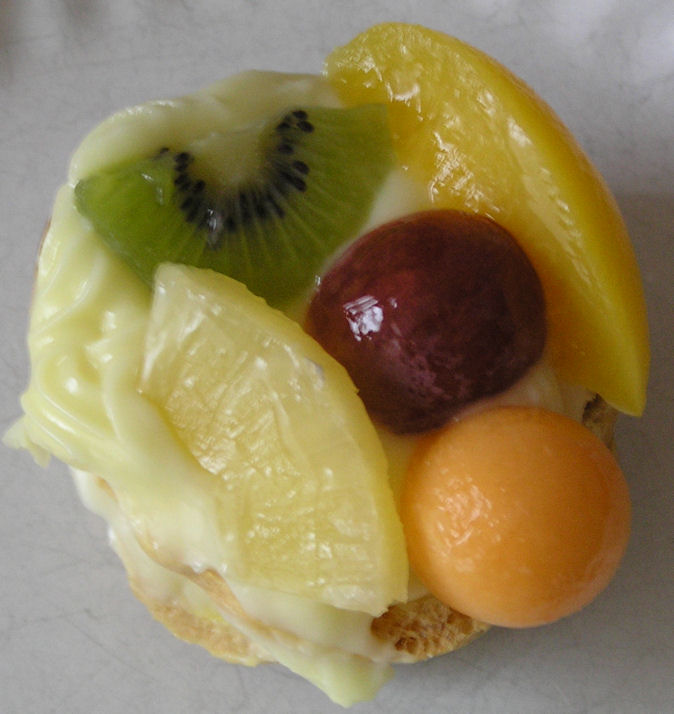
西洋の調理法に影響を受けた中国のペイストリー

## 一覧

### A

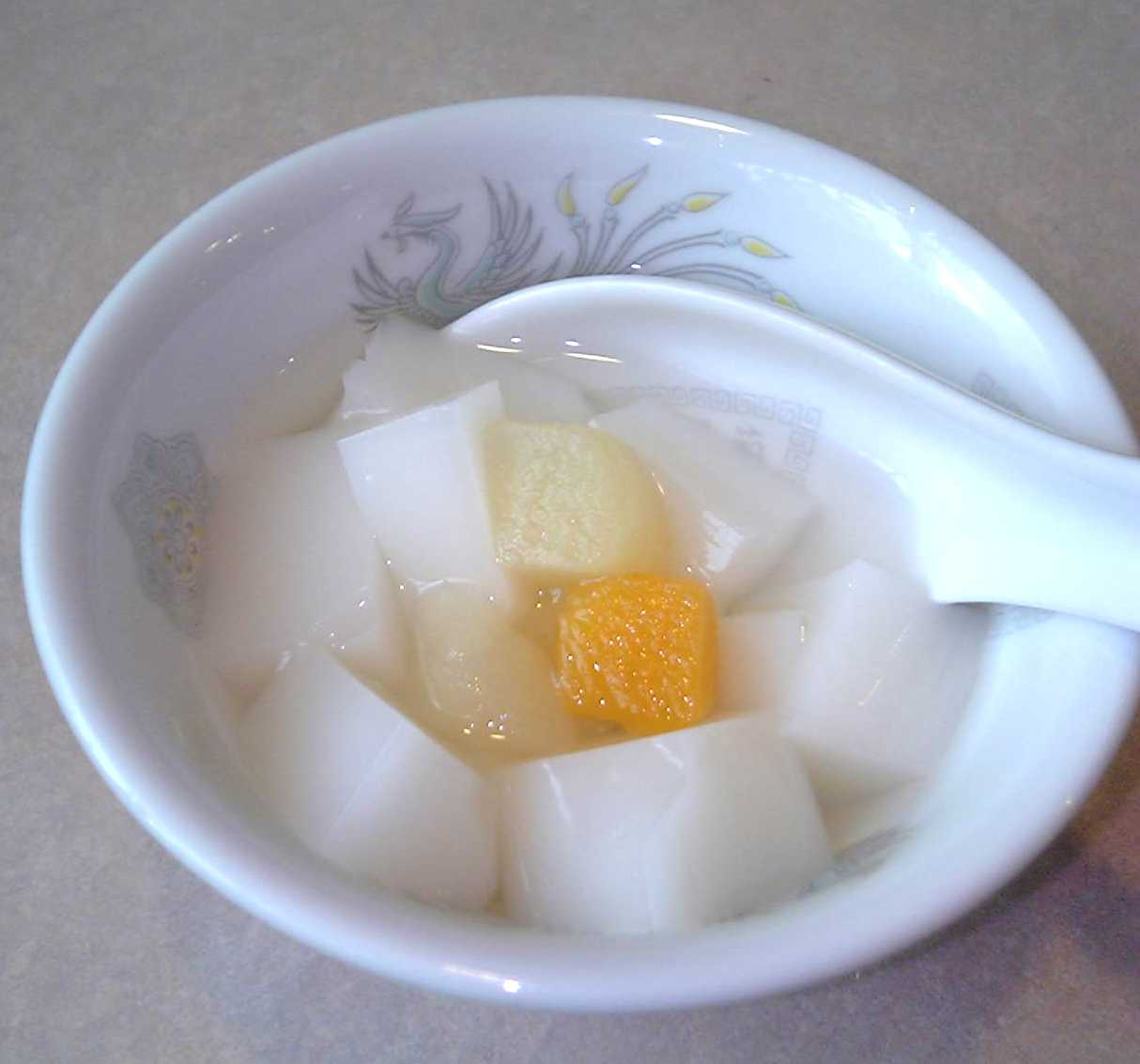
杏仁豆腐は、点心の一つとして、世界中で親しまれている。

- 杏仁豆腐
- 艾窩窩

### B
- バナナロール
- 黒ごまロール（英語版）
- 黒ごま汁粉（英語版）
- 氷果
- 氷粉
- 崩砂

### C

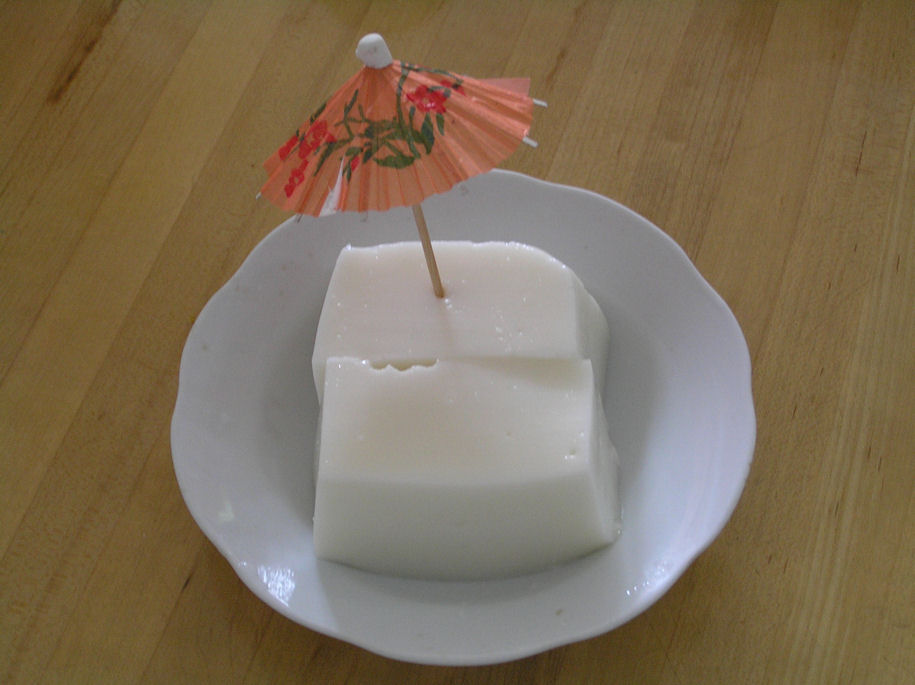
ココナッツプリンは名前に反してプリンではない

- 炒紅果（英語版）
- 重陽餅（英語版）
- ココナッツプリン（英語版）
- 水晶餅（英語版）
- カスタードタルト（英語版）

### D
- 豆花
- 龍のひげ飴
- 牛乳プリン
- 大白兔奶糖

### E
- エッグタルト - イギリス式のカスタードタルトとポルトガルのパステル・デ・ナタの特徴を併せ持っている。
- 卵糖水（英語版）
- 鶏蛋仔
- 八宝粥（英語版）

### F
- フライドアイスクリーム
- 阜宁大糕（英語版）
- 炸鲜奶（中国語版）[4]

### G
- 生姜牛乳プリン
- 仙草ゼリー
- 亀苓膏
- 貢糖

### H
- ハスマ
- 黄桥焼餅（中国語版）
- 花捲

### J
- 酒醸
- 京八件（中国語版）
- 芝麻球

### K
- 開口笑

### L
- 梨膏糖（英語版）
- 蓮茸（中国語版） - 蓮の実ペースト。主な使用例として蓮蓉包がある。
- 辣条
- 落雁

### M

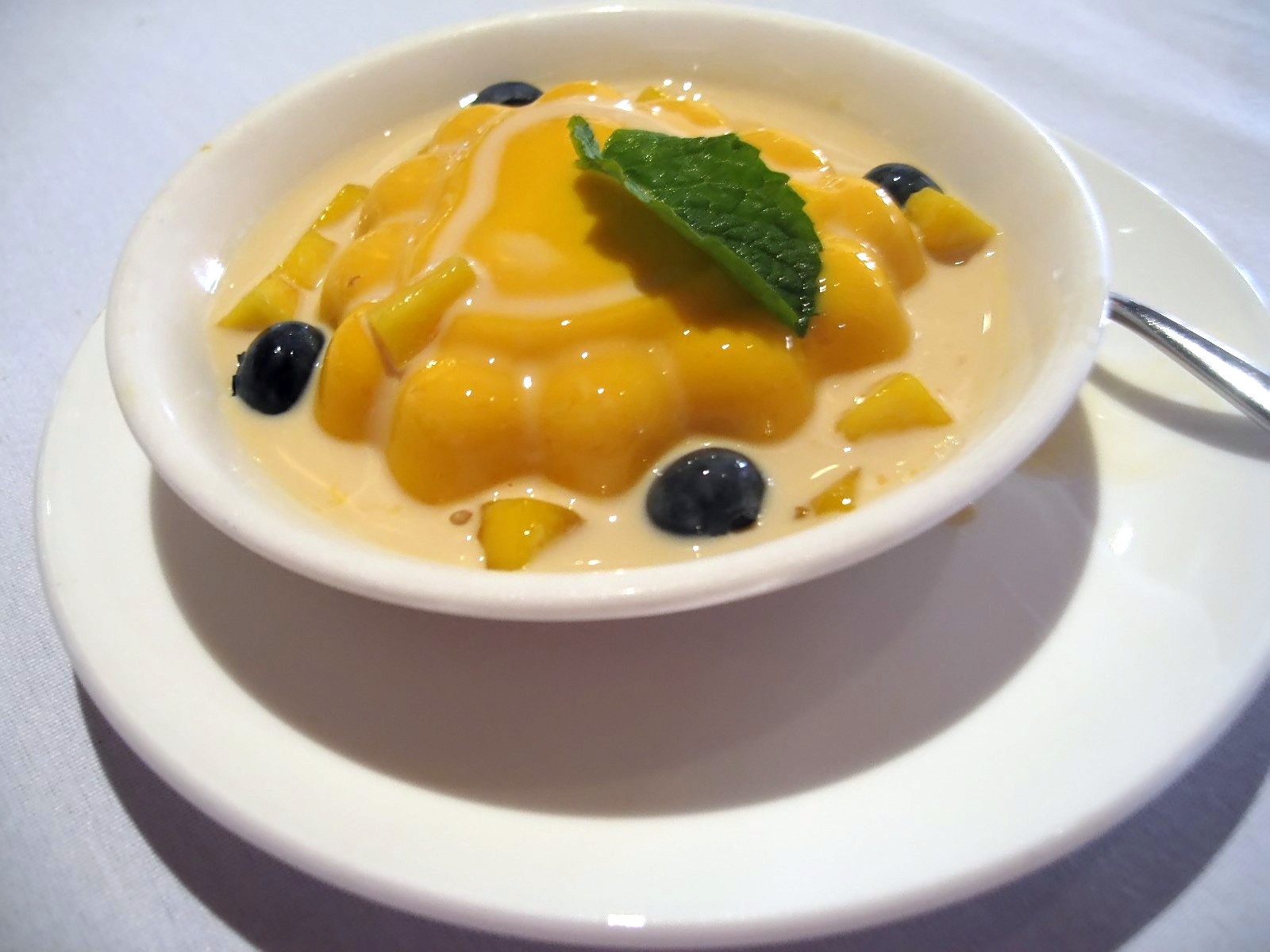
マンゴープリン

- 麻花
- マンゴープリン
- マーラーカオ[5]
- 蜜三刀
- 月餅

### N
- 北京ヨーグルト（英語版）
- 年糕
- ノーミーチ

### O
- 桂花糕（中国語版）

### P
- 砵仔糕

### R
- 红豆蛋糕（英語版）
- 紅豆湯（英語版）
- 紅亀ケーキ（英語版）
- ライスプディング
- 豆沙

### S
- シャーチーマー
- 鬆糕（英語版）
- 糖画（英語版）
- 番薯糖水（中国語版）
- 老婆餅[6]
- 三不粘
- スノースキン月餅

### T
- 糖葫蘆
- 湯円
- 奶糖
- タピオカプディング（英語版）
- 芋泥（中国語版）
- 糖水
- 桃饅頭

### W
- 倫教糕（英語版）

### X
- 西瓜酪

### Z
- 粽子